# Маалуф, Ибрагим
Ибрагим Маалуф (род. 5 декабря 1980, Бейрут, Ливан) — французский музыкант ливанского происхождения. Трубач, пианист, композитор, аранжировщик и преподаватель трубы.

## Биография
Ибрагим родился в семье интеллектуалов и артистов. Его отец — трубач Насим Маалуф, мать — пианистка Нада Маалуф, дядя — писатель Амин Маалуф, а дедушка — Рушди Маалуф — журналист, поэт и музыковед. Ибрагим Маалуф — единственный трубач в мире, играющий арабскую музыку на четвертьтоновой трубе, изобретённой его отцом в шестидесятыx годах. Ибрагим является лауреатом крупнейших мировых конкурсов трубачей. В июле 2010 года он получил премию Франка Тено (Frank Ténot) «Инструментальное открытие года» на конкурсе Победы Джаза (Victoires du Jazz) в городе Жуан-ле-Пан (Juan-les-Pins).

## Первые шаги
Его семья бежит из Ливана в самый разгар гражданской войны и Ибрагим живёт в парижском пригороде со своими родителями и сестрой Лейлой, которая на два года старше его. Он продолжает учиться до 17 лет и сдает выпускные экзамены по математике в лицее Жофруа-Сент-Илер д’Этамп (Geoffroy-Saint-Hilaire d'Étampes), департамент Эссон (Essonne).
Учится играть на трубе в возрасте 7 лет под руководством своего отца Насима Маалуфа, который в своё время был учеником Мориса Андре в Национальной парижской консерватории музыки и танца. Он учит Ибрагима классической технике игры, арабским ладам и искусству арабской импровизации, в его репертуаре музыка барокко, классическая, современная, а также классическая арабская музыка. Насим Маалуф — изобретатель так называемой четвертьтоновой трубы, которая позволяет исполнять специфические арабские мелодии — макамы. Также, в очень молодом возрасте Ибрагим начал играть на трубе-пикколо. С девятилетнего возраста Ибрагим играет со своим отцом дуэтом в Европе и на Ближнем Востоке, исполняя барочную музыку Вивальди, Пёрсела, Альбинони, и т.д. Так начинается его карьера артиста и постепенно к нему приходит известность. Исполнив в 15 лет 2-й Бранденбургский концерт Баха в сопровождении камерного оркестра, по мнению многих трубачей — одного из сложнейших произведений для трубы, Ибрагим обращает на себя внимание профессионалов. Несколькими годами позже, Ибрагим встречает Мориса Андре (Maurice André), который советует ему сделать музыку своей профессией. Молодой человек решает оставить изучение наук и целиком посвятить себя музыке.

## Классическая карьера
Пройдя отбор, Ибрагим поступает в Парижскую Областную Консерваторию на двухлетнюю подготовку в класс Жерара Буланже. А затем, так же после отбора, попадает в Национальную парижскую консерваторию музыки и танца в класс Антуана Кюре на три года. Он получает дипломы этих, наиболее престижных в области классической музыки, учебных заведений. Однако параллельно, в течение этих пяти лет учёбы, Ибрагим участвует в различных конкурсах трубачей — национальных, европейских и международных, с целью расширить свой репертуар и развить свою технику.
С 1999 по 2003 годы Ибрагим Маалуф становится лауреатом 15 конкурсов во всём мире. Ему принадлежат такие престижные награды как Первая премия на международном конкурсе трубачей в Венгрии в городе Пилисворосвар в 2001 году, Первая премия на Национальном конкурсе трубачей в Вашингтоне, 2001 и конечно, 2-е место (ex aequo) на Международном конкурсе Мориса Андре в Париже, имеющего репутацию крупнейшего международного соревнования. Благотворительные фонды Георгия Цифра и Фонд Про-Европа, опекаемый принцем Дании, помогают Ибрагиму Маалуфу начать международную карьеру классического музыканта.
С 2006 года Ибрагим Маалуф преподаёт трубу в Областной консерватории Обервилье-Лакурнёв, где он заменил замечательного педагога Андре Преслеса.
Артиста регулярно приглашают провести мастер-классы и дать сольные концерты во Франции и за рубежом, в частности в США, где у него образовались связи с Государственным университетом штата Канзас. Он также часто представляет Францию на конференциях Международной лиги трубачей, ежегодно собирающих музыкантов со всего мира для выступлений и мастер-классов.
Ибрагим Маалуф сочиняет музыку для различных классических составов. Одно из главных произведений созданных артистом для трубы и оркестра исполнялось на фестивале Буржская Весна и в Главном соборе Брюсселя.

## Встречи и сотрудничество
Несмотря на большую загруженность подготовкой к различным конкурсам, Ибрагим не оставил игру на арабской трубе и развивает различные подходы к музыке — импровизацию и композицию в арабском стиле и в джазе. Во время учебы в Парижской консерватории Ибрагим занимается не только классической трубой, но, так же часто, посещает и занятия по джазу. Опыт игры в Биг Бэнде и участие в других группах позволил ему многому научиться самостоятельно. Музыкант часто выступает в парижских джазовых клубах с разными составами в поисках оригинального звучания.
В 2000 году Ибрагим встречает продюсера Марка-Антуана Моро (Marc-Antoine Moreau), который знакомит его с виолончелистом Вансеном Сегалом (Vincent Ségal). Так состоялась первая из целого ряда встреч с музыкантами, среди которых Амаду и Мариам (Amadou & Mariam), Матье Шедид (Mathieu Chedid), певица Лхаса дё Села (Lhasa de Sela) , Анжел Пара (Angel Parra), Жанна Шерал (Jeanne Cherhal), Артур Аш (Arthur H), Марсел Халифе (Marcel Khalifé) и др. В период с 2000 по 2007 Ибрагим Маалуф выступает со многими всемирно известными певцами и инструменталистами, продолжая совершенствовать свой профессиональный уровень и искать собственное звучание.
Его последней совместной работой стало сотрудничество со своим другом и певцом — французом Вансеном Дёлермом (Vincent Delerm), который попросил сопровождать его в турне с альбомом «Укусы пауков», закончившемся в июне 2007.
В ноябре 2008 Ибрагим принимает участие в опере « В гостях у Голоса» («Welcome to the Voice») написанной Стивом Нивом (Steve Nieve), клавишником Элвиса Костелло (Elvis Costell) и поставленной Мюриельом Теодори (Muriel Тeodori) в театре Шатле (Théâtre du Châtelet). На сцене партнёрами Ибрагима были, в частности, Элвис Костелло (Elvis Costello) и Сильвия Шварц (Sylvia Schwartz), а главная роль была поручена Стингу (Sting), который предложил трубачу сыграть в одной из своих композицией следующего альбома, намеченного на конец октября 2009.
В январе 2009 Ибрагим снова отправляется в турне с Вансеном Делермом (Vincent Delerm) в сокращенном составе, где он, развлекаясь, играет на пианино, на вибрафоне, на синтезаторе, на ударных и на трубе. Тем временем, он не забывает закончить работу над своим вторым альбомом, который должен выйти осенью 2009.

## Музыка
Ибрагим сочиняет музыку с самого юного возраста. Но в первый раз он представил свои сочинения публике только в 1999 году. Его первая группа «Фарах» («Farah») имела сильное джазово-восточное звучание, так как в её составе были саксофон, флейта, пианино, контрабас, гитара, а также "ней" (арабская флейта), бузука и арабская перкуссия. Концертная запись этой группы транслировалась музыкальными каналами в 2004—2005 годах. Было сделано несколько студийных проб, однако альбом так и не появился.
В 2004 года, встреча с певицей Лхаса дё Села (Lhasa de Sela) открывает ему двери в мир электромузыки. Сотрудничество с поп- и рок-певцами позволяет Ибрагиму Маалуфу познакомиться с другими музыкальными течениями, кроме джаза, классики и арабской музыки. И постепенно композиции артиста приобретают более современное звучание. В 2006 году, после многочисленных музыкальных опытов, Ибрагим встречает Алежандра Норамбюена Скира (Alejandra Norambuena Skira) (из Фонда Sacem), который представляет его продюсеру Жан-Луи Перье (Jean-Louis Perrier). Он помогает трубачу собрать группу, которая 12 февраля 2006 года приняла участие в концерте в зале New Morning в Париже. Этот концерт окончательно утвердил авторитет артиста на французской сцене Восточного-Джаз-Электро-Рока.
В музыке Ибрагима Маалуфа и его манере игры чувствуется сильное влияние арабской культуры, но инструментальная составляющая его коллектива (бас, электрогитара, ударные, вибрафон и арабская перкуссия) и музыканты, с которыми он выступает, придают группе смешанное, современное звучание — немного рок, немного электро, немного джаз-фанк.
В его концертах обычно доминируют энергичные, танцевальные мелодии, но всегда существует небольшая, более спокойная, мечтательная и мистическая часть, которую он сам любит называть «совместная молитва».
В своём творчестве Ибрагим во многом вдохновляется своей родной культурой, и эта тема получила развитие в документальном фильме «Souffle!», снятом Кристофом Траандом (Christophe Trahand) в 2005—2006 годах и вышедшим в студии «Cocottes Minutes». Кристоф Траанд сопровождал Ибрагима в течение нескольких месяцев в его поисках вдохновения и сближения с родной культурой. Этот очень поэтичный фильм был показан на канале TV5MONDE и доступен на ДВД в коллекции Docnet films
Приняв участие в записи альбомов многих музыкантов, Ибрагим выпускает свой первый альбом в октябре 2007. Этот альбом был создан и сочинён артистом с помощью Франсуа Лалонда (перкуссионист и соавтор последнего альбома Лхаса де Села) и Алекса МакМаона (элестро), оба из Монреаля. Большая часть музыкального материала была записана в Бейруте и Монреале, а окончание записи и сведение прошли в Париже. Мастеринг альбома был сделан в Нью-Йорке.
Для Ибрагима этот альбом подобен книге. Не имея возможности «написать книгу» за полтора часа на сцене, он может «читать стихи». Его музыкальная концепция для сцены радикально отличается от того что годится для записи диска. Над этим альбомом Ибрагим работал более 3,5 лет между Бейрутом, Монреалем и Парижем, и более 30 музыкантов принимали участие в этой работе.
Альбом вышел в октябре 2007, в созданной Ибрагимом фирме «…» и был тепло встречен критикой. Все музыкальные издания, как общего так и специального содержания, еженедельные и выходящие каждый день, посвящённые джазу, року и этнической музыке признают художественную ценность альбома.
«Прекрасное открытие… редкая элегантность» по мнению издания Jazz Magazine. «Потрясающий первый альбом!» — так считает JDD, «Виртуоз и новатор трубы» — les Inrockuptibles.
«Шедевр!» утверждает Mondomix, 4 звезды журнала Jazzman и 3 ключа журнала Télérama.
Настоящий успех, позволяющий этому выдающемуся музыканту оставаться лидером джазовых продаж во Франции на протяжении нескольких месяцев.

## Дискография

### Студийные альбомы
- Diasporas (2007)
- Diachronism (2009)
- Diagnostic (2011)
- Wind (2012)
- Illusions (2013)
- Au pays d'Alice... (2014) (совместно с Оксмо Пуччино)
- Red & Black Light (2015)
- Kalthoum (2015)
- Dalida (2017)
- Levantine Symphony №1 (2018)
- S3NS (2019)
- Une belle équipe (2020)

### Концертные альбомы
- 10 ans de live! (2016)
- Live Tracks 2006–2016 (2016)

### Саундтреки
- Yves Saint Laurent (2014)
- Dans Les Forets De Siberie (2016)

### Совместная работа
Неполный список альбомов, в записи которых участвовал Ибрагим Маалуф:
- Ehlikeyf — Kivilcim (2012)
- HaÏdouti Orkestar — Dogu (2012)
- Lulu Zerrad — Les Îles du désert (2012)
- Juliette Greco — Ça se traverse et c’est beau (2012)
- Kiran Ahluwalia — Aam Zameen (2011)
- Piers Faccini, My Wilderness (2011)
- Armand Amar, Hors la loi (B.O.F) (2010)
- Salif Keita, La Différence (2009)
- Armand Amar, Eden à l’Ouest (B.O.F) (2009)
- Armand Amar, HOME (B.O.F) (2009)
- Armand Amar, Le Concert (B.O.F) (2009)
- YOM — Unue (2009)
- Sting -If on a winter’s night (2009)
- Steve Shehan — Awalin (2009)
- Smadj — Selin (2009)
- Saule — Western (2009)
- Vincent Delerm — Quinze Chansons (2008)
- Abed Azrié — Mystic (2008)
- Tryo — Ce Que l’on sème (2008)
- Bumcello — Lychee Queen (2008)
- Georges Moustaki — Solitaire (2008)
- Vanessa Paradis -Divinidylle (2007)
- Toufic Farrouk — Tootya (2007)
- Vincent Delerm — Live Cigale (2007)
- Vincent Delerm — Favourite Songs (2007)
- Mamia Cherif — Double Vie (2007)
- Vincent Delerm -Picqures d’arignées (2006)
- Arthur H — Adieu Tristesse (2005)
- Franck Monnet — Au grand Jour (2004)
- Angel Parra — Chante Pablo Neruda (2004)
- Jeanne Cherhal — Douze Fois Par An (2004)
- Vincent Delerm — Kensigton Square (2004)
- François Audrain — Chambres Lointaines (2004)
- Amadou et Mariam — Dimanche à Bamako (2004)
- Lhasa De Sela — The Living Road (2003)
- Disiz La peste — Jeu de Société (2003)
- Thomas Fersen -Piece Montée des Grands Jours (2003)
- Las Ondas Marteles -Y Despues de Todo (2003)
- Matthieu Chédid — Qui de Nous Deux (2003)
- Amadou et Mariam — Wati (2002)
- Dupain — Camina — (2002)
- upain — Camina — (2002)

## Отзывы
1. Victoire de la Révélation Instrumentale de l’année